# Caméline à petits fruits
Camelina microcarpa
Espèce
La Caméline à petits fruits (Camelina microcarpa)  est une espèce de plantes herbacées de la famille des Brassicaceae.